# Zakład Karny we Wronkach

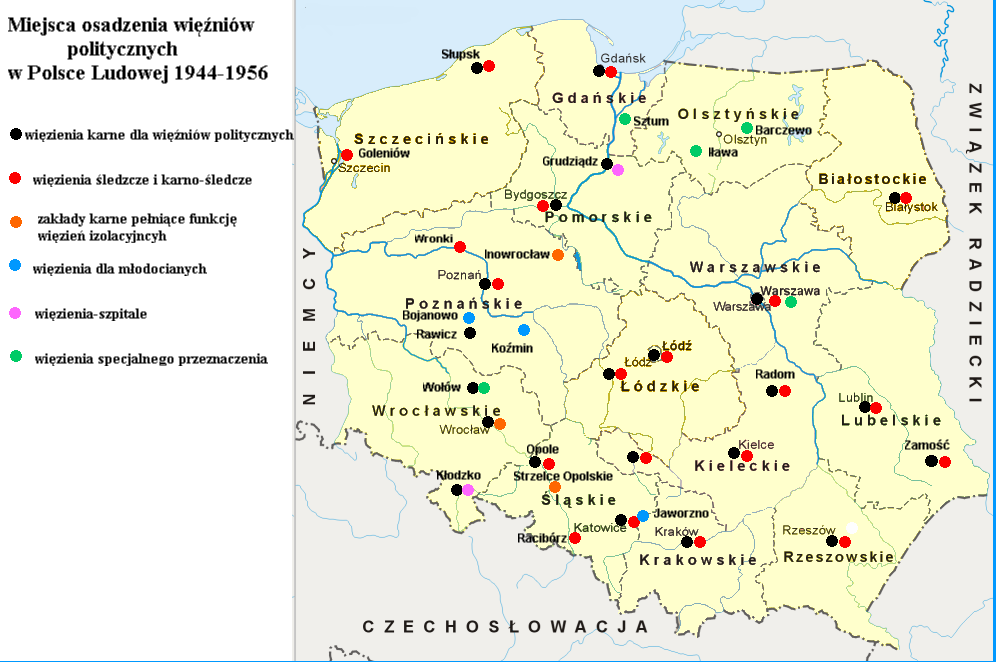
Miejsca osadzenia więźniów politycznych w Polsce Ludowej 1944–1956

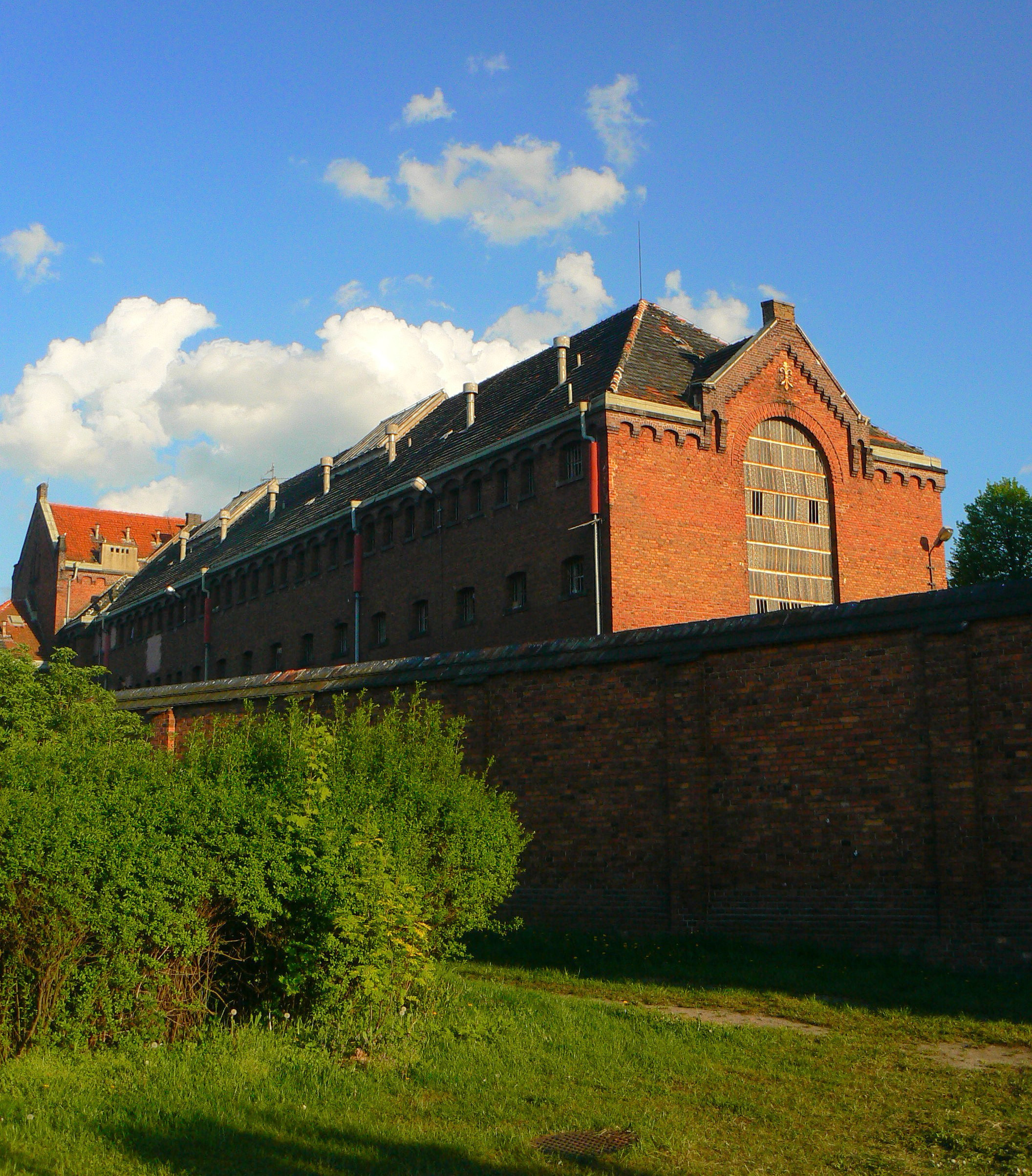
Zabudowania więzienne

Zakład Karny we Wronkach – największy w Polsce zakład typu zamkniętego, przeznaczony dla recydywistów penitencjarnych, z oddziałami:
- dla skazanych odbywających karę w zakładzie karnym typu półotwartego
- terapeutycznymi, dla skazanych z niepsychotycznymi zaburzeniami psychicznymi lub upośledzeniem umysłowym
- terapeutycznymi, dla skazanych uzależnionych od alkoholu albo innych środków odurzających lub substancji psychotropowych

Przy zakładzie działa szkoła, gdzie odbywa się nauka w zakresie szkoły zasadniczej zawodowej i średniej technicznej.
Skazani są zatrudnieni:
- w przedsiębiorstwie przywięziennym PPPM Pomet (odpłatne)
- przy pracach administracyjno-gospodarczych na terenie zakładu (odpłatne)
- na rzecz lokalnego samorządu (nieodpłatne)

## Historia
Więzienie zbudowano w 1894 roku. Najpierw przeznaczone było na dom karny dla skazanych na dłuższe pozbawienie wolności oraz osadzonych pozostających do dyspozycji Sądu Prowincji Poznańskiej.
Więzienie było zbudowane w systemie celkowym.
Składało się z trzech pawilonów, które miały po cztery kondygnacje oraz z kompleksu budynków dla strażników więziennych. Budynki były rozmieszczone w kształcie krzyża.
Zakład był wielokrotnie rozbudowywany.
Dobudowano:
- szpital
- 2 budynki gospodarcze
- dom dla dyrektora więzienia i księdza

Wybuch powstania wielkopolskiego (27 grudnia 1918) spowodował otwarcie więzienia i wypuszczenie skazanych na wolność. W 1919 Więzienie Wronieckie funkcjonowało jako koszary. Po zakończeniu walk odzyskało swoją dawną funkcję. W tym samym roku skierowano do więzienia pierwsze kobiety skazane w procesach politycznych oraz działaczy organizacji robotniczych i komunistycznych.
W 1921 więzienie włączono w system więziennictwa polskiego.
Następnie Centralne Więzienie we Wronkach zmieniło nazwę na „więzienie ciężkie”. Najczęściej izolowano tam więźniów politycznych (w latach trzydziestych ok. 500).
W czasie II wojny światowej więzienie zostało włączone w system więzień sądowych III Rzeszy w ramach Kraju Warty.
Przebywali wówczas w zakładzie więźniowie skazani na karę od 6 miesięcy do 2 lat pozbawienia wolności (zarówno kobiety, jak i mężczyźni).
Po wojnie nadal funkcjonował tu zakład karny. Centralne Więzienie we Wronkach zamieniono na więzienie polityczne Ministerstwa Bezpieczeństwa Publicznego (do 26 marca 1956).

## Więzieni
Więźniami zakładu we Wronkach byli m.in.:
- Wojciech Korfanty
- Stefan Mossor
- Róża Luksemburg
- Stanisław Skalski
- Kazimierz Augustowski
- Wiesław Chrzanowski
- Witold Szaniawski
- Stanisław Tatar
- Jacek Kuroń
- Stepan Bandera
- Carl Maria Splett
- Zenon Kossak
- Eugeniusz Roland
- Józef Strzelczyk
- Florian Zając
- Mieczysław Majdzik
- Wilhelm Scheider
- Wacław Lipiński
- Stanisław Mierzwa